# Dies ist kein Film
Dies ist kein Film (persisch این فیلم نیست In film nist, internationaler Titel: This Is Not a Film) ist ein iranischer Dokumentarfilm von Jafar Panahi und Mojtaba Mirtahmasb aus dem Jahr 2011. Aufgenommen mit Kamera und Mobiltelefon wird ein Tag des unter Hausarrest stehenden Panahi dokumentiert, vom morgendlichen Frühstück bis zum Abend. Während er auf die Vollstreckung seines Urteils – sechs Jahre Haft und 20 Jahre Berufsverbot – beziehungsweise das Berufungsverfahren wartet, rekapituliert er gemeinsam mit einem Freund (Dokumentarfilmer Mirtahmasb) seine politisch motivierten Filme. Auch veranschaulicht er ein durch die iranische Zensur verbotenes Filmprojekt, dessen Drehbuch er gemeinsam mit Kambuzia Partovi verfasst hatte. Es wurde von der Tschechow-Erzählung Aus dem Tagebuch eines Mädchens inspiriert. Dies ist kein Film ist den iranischen Filmemachern gewidmet. Der Abspann gibt anonymisiert ein Dutzend weitere Mitarbeiter an.
Die Premiere des Films fand am 20. Mai 2011 während einer Sonderaufführung beim 64. Filmfestival von Cannes statt. Ein Kinostart in der Schweiz erfolgte am 3. Mai 2012. Kurz darauf wurde Dies ist kein Film am 23. Mai 2012 vom deutsch-französischen Fernsehsender Arte ausgestrahlt.

## Inhalt
Teheran, während des iranischen Neujahrsfests 2011: Der unter Hausarrest stehende Jafar Panahi wartet in seiner luxuriösen Hochhauswohnung allein auf die Entscheidung des Berufungsgerichts, während seine Familie Verwandte besucht. Gesellschaft leistet Panahi das Haustier seiner Tochter, ein Waran namens „Igi“. Des monatelangen Nichtstuns überdrüssig, beginnt er seinen Alltag mit der Kamera zu dokumentieren. Er füttert den Leguan und telefoniert mit seiner Anwältin Frau Gheyrat, die ihn vor dem Berufungsgericht vertritt, das noch keine Entscheidung getroffen hat. Sie ist optimistisch, dass Panahis Berufsverbot aufgehoben und seine Haftstrafe reduziert wird. Sie beklagt, dass die Justiz im Iran alles andere als unabhängig und die Urteile politisch motiviert seien.
Nach dem Telefonat nimmt Panahi Bezug auf eine Filmszene seiner zweiten Regiearbeit Der Spiegel (1997) und sagt, er müsse „den Gips abnehmen und wegschmeißen“, so wie seine Kinddarstellerin aus dem Film. Er zeigt die Filmszene auf seinem Fernseher dem dazugekommenen befreundeten Mojtaba Mirtahmasb, der die Kamera übernimmt. Nach dem Ansehen der alten Aufnahmen kommt es Panahi so vor, als hätte er „geschauspielert“ und sie kommen ihm „wie eine Lüge“ vor. Er beschließt, mit Mirtahmasb einen Film über iranische Filmemacher zu drehen, die keine Filme machen. Später zeigt Panahi auch Szenen aus seinen Filmen Crimson Gold (2003) und Der Kreis (2000) und kommentiert diese. Auch beschwert er sich über die Internetzensur im Iran.
Panahi hat die Idee, das Drehbuch seines letzten von der Zensurbehörde verbotenen Films vorzustellen. Dadurch könnte er Bilder in den Köpfen der Zuschauer entstehen lassen und ihnen den Film näherbringen. Es handelt von der jungen Maryam, die die Möglichkeit hat, ein Kunststudium aufzunehmen. Ihr traditionelles Elternhaus verbietet es ihr, rasiert ihr die Haare vom Kopf und schließt sie in ihrem Zimmer ein. Während ihre Familie verreist und die Einschreibefrist für die Hochschule abläuft, erhält Maryam nur Besuch von ihrer Großmutter sowie ihrer Schwester, die ihren Ehemann verlassen hat. Aus ihrem Fenster beobachtet Maryam einen jungen Mann, in den sie sich verliebt. Es handelt sich aber um einen Agenten. Der Film sollte ausschließlich in der Wohnung des Mädchens in Isfahan spielen. Drehort und auch Hauptdarstellerin waren bereits gecastet worden. Panahi spielt mit Feuereifer mehrere Szenen in seinem Wohnzimmer mit behelfsmäßigen Requisiten und Klebeband für den Wohnungsgrundriss nach. Ergriffen bricht er die Arbeit ab und fragt sich: „Wenn man Filme erzählen kann, warum dreht man sie dann?“
Während Mirtahmasb mit der Kamera filmt, beschließt Panahi parallel mit seinem Handy Videos aufzunehmen. Mirtahmasb ermuntert ihn dazu, obwohl Panahi unschlüssig ist. Schließlich filmen sich beide Männer gegenseitig. Später erhält Panahi einen Anruf von seinem Bekannten, der ihm berichtet, dass Polizisten auf den Straßen patrouillieren und ihm die Stimmung merkwürdig vorkäme. Den Vorschlag, seine Kinder abholen zu lassen, lehnt Panahi ab. Er will sie selber mit dem Auto abholen. An einem Kontrollpunkt wird Panahi durchsucht und die Behörden interessieren sich für seine Kamera.
Als Mirtahmasb gegen Abend Panahi verlässt, trifft er auf einen Studenten, der für seinen Schwager als Hauswart eingesprungen ist. Panahi begleitet ihn mit seiner Kamera im Fahrstuhl nach unten. Der junge Mann berichtet ihm über sein Leben. Der Film endet mit dem Studenten, der in der Dunkelheit den Müll wegbringt. Im Hintergrund ist das Nouruz-Feuerwerk zu sehen.

## Hintergrund

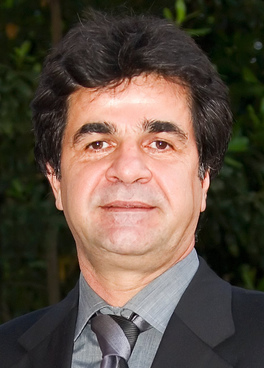
Jafar Panahi (2007)

Panahi, der sich der iranischen Opposition zugehörig fühlt, war nach mehrfachen Verhaftungen im Dezember 2010 von einem iranischen Gericht wegen „Propaganda gegen das System“ zu sechs Jahren Gefängnis und einem zwanzigjährigen Berufsverbot verurteilt worden. Bis zum Ende seines Berufungsverfahrens war er unter Auflagen frei, durfte aber den Iran nicht verlassen. Bei der 61. Berlinale im Februar 2011 sollte Panahi Mitglied der Wettbewerbsjury werden, die den Goldenen Bären vergibt. Er durfte aber nicht ausreisen. Bei der Eröffnung des Festivals blieb sein Platz demonstrativ leer.
Ein Freund von Panahi schmuggelte den Film im Mai 2011 auf einem USB-Stick, den er in einem Kuchen versteckt hatte, aus dem Iran nach Frankreich. Beim dortigen 64. Filmfestival von Cannes wurde Dies ist kein Film gemeinsam mit Bé Omid é Didar (Auf Wiedersehen) seines Landsmanns Mohammad Rasulof gezeigt. Rasulof hatte gelegentlich mit Panahi zusammengearbeitet und war auch zu sechs Jahren Haft und 20 Jahren Berufsverbot verurteilt worden.
„Die Tatsache, dass wir am Leben sind, und der Traum, das Kino am Leben zu erhalten, haben uns motiviert, über die existierenden Grenzen des iranischen Kinos hinauszugehen“, schrieb Panahi in einem Brief an die Festivalleitung. „Unsere Probleme sind auch unser ganzer Besitz. Dieses Paradox zu verstehen hat uns geholfen, nicht die Hoffnung zu verlieren. Es ist unsere Pflicht, uns nicht besiegen zu lassen und Lösungen zu finden“, so der Filmemacher. Während des Festivals wurde das Ausreiseverbot von Rasulof aufgehoben.

## Rezeption
Auf der Website Rotten Tomatoes hält Dies ist kein Film derzeit eine Bewertung von 97 Prozent, basierend auf über 100 englischsprachigen Kritiken und einer Durchschnittswertung von 8,9 von 10 Punkten. Das Fazit der Seite lautet: „Mit einfachen Mitteln und Dreharbeiten präsentiert Dies ist kein Film eine wichtige politische Aussage und eine Momentaufnahme des Lebens im Iran als Staatsfeind“. Auf Metacritic erhielt der Film eine Bewertung von 90 Prozent, basierend auf 27 ausgewerteten Kritiken.
Cristina Nord (die tageszeitung) bemerkte beim Filmfestival von Cannes, dass Panahis und Mirtahmasbs Werk „voll humorvoller, lichter Momente“ sei, „doch die Tragik von Panahis Situation bricht immer wieder hervor“. Cristof Siemens (Die Zeit) sah im Vergleich zu Bé Omid é Didar einen noch direkter autobiografischen Film. Dies ist kein Film „ist eine Art filmisches Tagebuch, in dem der Regisseur vom endlosen Warten auf den Ausgang seines Berufungsverfahrens erzählt“, so Siemens, der beiden iranischen Filmemachern außerordentlichen Mut attestierte.
Nachdem Dies ist kein Film 2012 in der Schweiz mit Praesens einen Kinoverleih gefunden hatte, rezensierte Irene Genhart (film-dienst) das Werk als „ein wichtiges (Zeit-)Dokument“. Als „rein dokumentarisch“ stufte sie den Film aber nicht ein: „Schon in Offside hat sich Panahi im Grenzbereich des Fiktiv-Realen bewegt, und auch hier scheint einiges durchaus inszeniert“, so Genhart. Man erfahre nicht, dass die Berufung abgelehnt wurde. Sie resümierte, Dies ist kein Film sei „ein Film über Panahi, seine Filme, das Filmdrehen im Allgemeinen und im Iran insbesondere. Ein Dokument, ein Hilferuf und ein Paradebeispiel dafür, wie man – mit Courage und der Hilfe von Freunden – einen Film drehen kann, wenn man keinen Film drehen darf“.

## Auszeichnungen
Dies ist kein Film gewann zwischen 2011 und 2013 neun internationale Film- bzw. Festivalpreise und wurde für 14 weitere nominiert, darunter folgende:
- Dubai International Film Festival 2011:
  - Muhr AsiaAfrica Award – Dokumentarfilm

- International Cinephile Society Awards 2012:
  - Bester nicht-veröffentlichter Film des Jahres 2011

- International Cinephile Society Awards 2013:
  - Bester Dokumentarfilm

- National Society of Film Critics Awards 2013:
  - Bester Experimentalfilm

- Online Film Critics Society Awards 2013:
  - Bester Dokumentarfilm
  - Spezialpreis (Mojtaba Mirtahmasb und Jafar Panahi für ihren vitalen Protest gegen die iranischen Behörden)

- Sofia International Film Festival 2012:
  - UNESCO-Preis – Bester Dokumentarfilm (Mojtaba Mirtahmasb)

Darüber hinaus gelangte Panahis und Mirtahmasbs Regiearbeit im Dezember 2012 auf eine Shortlist von 15 Filmen, die um die Nominierung für den Oscar in der Kategorie Bester Dokumentarfilm konkurrierten. Bei der Oscarverleihung 2012 erhielt Dies ist kein Film aber keine reguläre Nominierung.